# Séderon
Séderon település Franciaországban, Drôme megyében. Lakosainak száma 236 fő (2022. január 1.). Séderon Les Omergues, Barret-de-Lioure, Eygalayes, Vers-sur-Méouge és Villefranche-le-Château községekkel határos.

## Népesség
A település népessége az elmúlt években az alábbi módon változott:
| Lakosok száma | 363  | 296  | 245  | 288  | 282  | 272  | 264  | 258  | 251  | 236  |
|               | 1968 | 1982 | 1990 | 2006 | 2013 | 2015 | 2017 | 2019 | 2020 | 2022 |